# Мирза Кучек-хан

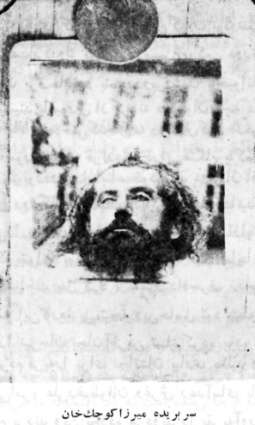
Голова Мирзы в Реште.

Мирза Кучек-хан (1880 или 1881, Решт — ноябрь или 2 декабря 1921, Ардебиль) — персидский военный деятель, один из первых революционеров в истории Ирана, основатель и лидер движения дженгелийцев («лесного движения»), руководитель крупного восстания против центральных персидских властей на рубеже 1910-х и 1920-х годов.

## Биография
Точная дата рождения неизвестна. В юности изучал грамматику и богословие сначала в родном Реште, затем в Тегеране; во время Конституционной революции, когда ему было 25 лет, бросил учёбу и присоединился к политическому движению в стране. В 1914 году поднял восстание в лесах Гиляна на севере страны (около южного побережья Каспия), однако оно было в значительной степени подавлено с помощью русских войск; тем не менее Мирзе удалось избежать ареста, а сопротивление отдельных отрядов дженгелийцев продолжилось. Вернуться в Гилян ему удалось только в 1919 году, когда русские войска покинули территорию, после чего восстание здесь вспыхнуло с новой силой.
Когда в результате Энзелийской операции советских войск и флота в мае 1920 года город Энзели был занят советскими войсками, а местные органы власти и англичане бежали оттуда, Кучек-хан прибыл туда со своим отрядом и вступил в переговоры с советскими властями, предлагая им сотрудничество, но на условиях признания независимой Гилянской республики и невмешательства со стороны РСФСР в её внутренние дела, на что первоначально получил согласие.
С июня по июль 1920 года и с мая по сентябрь 1921 года стоял во главе временного правительства этого государственного образования; уже с 1920 года начались разногласия между Кучек-ханом, выступавшим против аграрных преобразований и стремившимся сохранить в Гиляне элементы феодализма, и массово участвовавшими в гилянском народном движении персидскими коммунистами. К 1921 году разногласия стали непреодолимыми, а РСФСР к тому времени по соглашению с Великобританией прекратила поддержку гилянского движения; 4 августа 1921 года Кучек устроил переворот в Гилянской республике, а 29 сентября организовал нападение на представителей компартии в Гиляне, имея целью подавить коммунистическое восстание совместно с центральным правительством, силы которого наступали на мятежный регион, и добиться для Гиляна автономии в составе Персии. Восстание было подавлено, однако возглавлявший персидские войска Реза-шах не пошёл на переговоры с Кучеком и разбил силы дженгелийцев. Кучек бежал в горы Талыша, где получил сильные обморожения. В конце концов он был, находясь уже при смерти, обнаружен слугами одного из местных помещиков, который приказал обезглавить его и отослать отрубленную голову в Решт, где её выставили на всеобщее обозрение около городских казарм.